# Équipe de Tchécoslovaquie de football au Championnat d'Europe 1980
L'équipe de Tchécoslovaquie de football dispute sa 3e phase finale de championnat d'Europe lors de l'édition 1980 qui se tient en Italie du 11 juin 1980 au 22 juin 1980. La Tchécoslovaquie remet en jeu son titre de championne d'Europe, remporté en 1976.
La Tchécoslovaquie se trouve dans le groupe 1. Elle se classe deuxième derrière les Ouest-allemands, adversaires qu'ils avaient battu aux tirs au but lors de la finale 1976 et qui se retrouvent à nouveau en finale, et se qualifie pour le match de la 3e place. Cette petite finale contre le pays-hôte, se termine sur le score de 1-1 après 90 minutes. Il n'y a pas de prolongation, Les Tchécoslovaques remportent la séance de tirs au but par 9 à 8 et montent sur le podium du Championnat d'Europe.

## Phase qualificative
La phase qualificative comprend 7 groupes, trois groupes de cinq nations et quatre groupes de quatre nations. Les sept vainqueurs de poule se qualifient pour l'Euro 1980 et retrouvent l'Italie, qualifiée d'office en tant que pays organisateur. Tenante du titre, la Tchécoslovaquie remporte le groupe 5 et se qualifie pour la phase finale.
| Rang | Équipe          | Pts | J | G | N | P | Bp | Bc | Diff |  | Résultats (▼ dom., ► ext.) |     |     |     |     |
| ---- | --------------- | --- | - | - | - | - | -- | -- | ---- |  | -------------------------- | --- | --- | --- | --- |
| 1    | Tchécoslovaquie | 10  | 6 | 5 | 0 | 1 | 17 | 4  | +13  |  | Tchécoslovaquie            |     | 2-0 | 4-1 | 4-0 |
| 2    | France          | 9   | 6 | 4 | 1 | 1 | 13 | 7  | +6   |  | France                     | 2-1 |     | 2-2 | 3-0 |
| 3    | Suède           | 4   | 6 | 1 | 2 | 3 | 9  | 13 | -4   |  | Suède                      | 1-3 | 1-3 |     | 3-0 |
| 4    | Luxembourg      | 1   | 6 | 0 | 1 | 5 | 2  | 17 | -15  |  | Luxembourg                 | 0-3 | 1-3 | 1-1 |     |

## Phase finale

### Premier tour
| Groupe 1 |                      |     |   |   |   |   |    |    |      |
|          | Équipe               | Pts | J | G | N | P | BP | BC | Diff |
| 1        | Allemagne de l'Ouest | 5   | 3 | 2 | 1 | 0 | 4  | 2  | +2   |
| 2        | Tchécoslovaquie      | 3   | 3 | 1 | 1 | 1 | 4  | 3  | +1   |
| 3        | Pays-Bas             | 3   | 3 | 1 | 1 | 1 | 4  | 4  | 0    |
| 4        | Grèce                | 1   | 3 | 0 | 1 | 2 | 1  | 4  | -3   |

| 11 juin | Tchécoslovaquie      | 0 | 1 | Allemagne de l'Ouest |
| 11 juin | Pays-Bas             | 1 | 0 | Grèce                |
| 14 juin | Allemagne de l'Ouest | 3 | 2 | Pays-Bas             |
| 14 juin | Grèce                | 1 | 3 | Tchécoslovaquie      |
| 17 juin | Pays-Bas             | 1 | 1 | Tchécoslovaquie      |
| 17 juin | Grèce                | 0 | 0 | Allemagne de l'Ouest |

| 11 juin 1980                      | Allemagne de l'Ouest | 1 – 0 | Tchécoslovaquie | Stade olympique, Rome                               |                                                     |
| 17:45 · Historique des rencontres | Rummenigge 57e       |       |                 | Spectateurs : 11 059 Arbitrage : Alberto Michelotti | Spectateurs : 11 059 Arbitrage : Alberto Michelotti |
| 17:45 · Historique des rencontres | (Rapport)            |       |                 | Spectateurs : 11 059 Arbitrage : Alberto Michelotti | Spectateurs : 11 059 Arbitrage : Alberto Michelotti |

| 14 juin 1980                      | Tchécoslovaquie                     | 3 – 1 | Grèce            | Stade olympique, Rome                             |                                                   |
| 20:30 · Historique des rencontres | Panenka 6e · Vizek 26e · Nehoda 63e |       | Anastopoulos 14e | Spectateurs : 4 726 Arbitrage : Patrick Partridge | Spectateurs : 4 726 Arbitrage : Patrick Partridge |
| 20:30 · Historique des rencontres | (Rapport)                           |       |                  | Spectateurs : 4 726 Arbitrage : Patrick Partridge | Spectateurs : 4 726 Arbitrage : Patrick Partridge |

| 17 juin 1980                      | Pays-Bas  | 1 – 1 | Tchécoslovaquie | Stade Giuseppe-Meazza, Milan              |                                           |
| 17:45 · Historique des rencontres | Kist 59e  |       | Nehoda 16e      | Spectateurs : 11 889 Arbitrage : Hilmi Ok | Spectateurs : 11 889 Arbitrage : Hilmi Ok |
| 17:45 · Historique des rencontres | (Rapport) |       |                 | Spectateurs : 11 889 Arbitrage : Hilmi Ok | Spectateurs : 11 889 Arbitrage : Hilmi Ok |

### Petite finale
| 21 juin 1980                      | Italie                                                                                               | 1 – 1             | Tchécoslovaquie                                                                             | Stade San Paolo, Naples                         |                                                 |
| 20:30 · Historique des rencontres | Graziani 73e                                                                                         |                   | Jurkemik 54e                                                                                | Spectateurs : 24 652 Arbitrage : Erich Linemayr | Spectateurs : 24 652 Arbitrage : Erich Linemayr |
| 20:30 · Historique des rencontres | (Rapport)                                                                                            |                   |                                                                                             | Spectateurs : 24 652 Arbitrage : Erich Linemayr | Spectateurs : 24 652 Arbitrage : Erich Linemayr |
| 20:30 · Historique des rencontres | · Causio · Altobelli · Baresi · Cabrini · Benetti · Graziani · Scirea · Tardelli · Collovati         | Tirs au but 8 - 9 | · Masny · Nehoda · Ondruš · Jurkemik · Panenka · Gögh · Gajdůšek · Kozak · Barmoš ·         | Spectateurs : 24 652 Arbitrage : Erich Linemayr | Spectateurs : 24 652 Arbitrage : Erich Linemayr |
| 20:30 · Historique des rencontres | Zoff - Gentile, Cabrini, Baresi, Collovati - Scirea, Causio, Tardelli, Graziani - Bettega, Altobelli | Équipes           | Netolicka - Barmoš, Ondrus, Vojacek, Gögh - Kozak, Jurkemik, Panenka, Masny - Nehoda, Vizek | Spectateurs : 24 652 Arbitrage : Erich Linemayr | Spectateurs : 24 652 Arbitrage : Erich Linemayr |

## Effectif
Sélectionneur : Jozef Vengloš
| No. | Pos.      | Joueur              | Date de naissance et âge | Sélec. | Club                 |
| --- | --------- | ------------------- | ------------------------ | ------ | -------------------- |
| 1   | Gardien   | Jaroslav Netolička  | 3 mars 1954              | 11     | Dukla Prague         |
| 2   | Défenseur | Jozef Barmoš        | 28 août 1954             | 28     | Inter Bratislava     |
| 3   | Défenseur | Ladislav Jurkemik   | 20 juillet 1953          | 31     | Inter Bratislava     |
| 4   | Défenseur | Anton Ondruš        | 27 mars 1950             | 54     | Slovan Bratislava    |
| 5   | Défenseur | Koloman Gögh        | 7 janvier 1948           | 51     | Slovan Bratislava    |
| 6   | Défenseur | František Štambachr | 13 février 1953          | 15     | Dukla Prague         |
| 7   | Milieu    | Ján Kozák           | 17 avril 1954            | 34     | Lokomotive Košice    |
| 8   | Milieu    | Antonín Panenka     | 2 décembre 1948          | 43     | Bohemians ČKD Prague |
| 9   | Attaquant | Miroslav Gajdůšek   | 20 septembre 1951        | 45     | Dukla Prague         |
| 10  | Attaquant | Marián Masný        | 13 août 1950             | 57     | Slovan Bratislava    |
| 11  | Attaquant | Zdeněk Nehoda       | 9 mai 1952               | 64     | Dukla Prague         |
| 12  | Défenseur | Rostislav Vojáček   | 23 février 1949          | 24     | TJ Baník OKD Ostrava |
| 13  | Milieu    | Werner Lička        | 15 février 1954          | 2      | TJ Baník OKD Ostrava |
| 14  | Défenseur | Jan Fiala           | 19 mai 1956              | 12     | Dukla Prague         |
| 15  | Attaquant | Ladislav Vízek      | 22 janvier 1955          | 15     | Dukla Prague         |
| 16  | Défenseur | Oldřich Rott        | 26 mai 1951              | 3      | Dukla Prague         |
| 17  | Milieu    | Jaroslav Pollák     | 11 juillet 1947          | 49     | Sparta Prague        |
| 18  | Milieu    | Jan Berger          | 27 novembre 1955         | 1      | Dukla Prague         |
| 19  | Défenseur | Karol Dobiáš        | 18 décembre 1947         | 67     | Bohemians ČKD Prague |
| 20  | Milieu    | Petr Němec          | 7 juin 1957              | 0      | TJ Baník OKD Ostrava |
| 21  | Gardien   | Stanislav Seman     | 8 août 1952              | 1      | Lokomotive Košice    |
| 22  | Gardien   | Dušan Kéketi        | 24 mars 1951             | 7      | TJ Spartak Trnava    |

## Navigation